# 小宮康孝
小宮 康孝（こみや やすたか、1925年11月12日 - 2017年10月24日）は、日本の染色家。

## 人物
東京都台東区浅草生まれ。1955年（昭和30年）に江戸小紋で人間国宝に認定された小宮康助の嫡男。父の下で修行し、江戸小紋の技術を伝承する。
1978年（昭和53年）に重要無形文化財に指定された江戸小紋の「わざ」の保持者、いわゆる人間国宝に認定された。古型紙の収集・研究を行い、伝統的な小紋型の復元に努め、後継者の育成にも尽力していた。
2017年（平成25年）10月24日、肺炎により死去。91歳没。

## 受賞
- 人間国宝（1978年）
- 第1回東京都文化賞（1985年）[2][8]
- 紫綬褒章（1988年）
- 葛飾区伝統工芸士
- 勲四等旭日小綬章（1998年）[9]
- 名誉都民
- 葛飾区名誉区民（2012年）[10]